# IC 3287
IC 3287 је спирална галаксија у сазвјежђу Береникина коса која се налази на листи објеката дубоког неба у Индекс каталогу.
Деклинација објекта је + 24° 35' 41" а ректасцензија 12h 24m 37,0s. Привидна величина (магнитуда) објекта IC 3287 износи 17,2 а фотографска магнитуда 18,0.